# Истра (город)

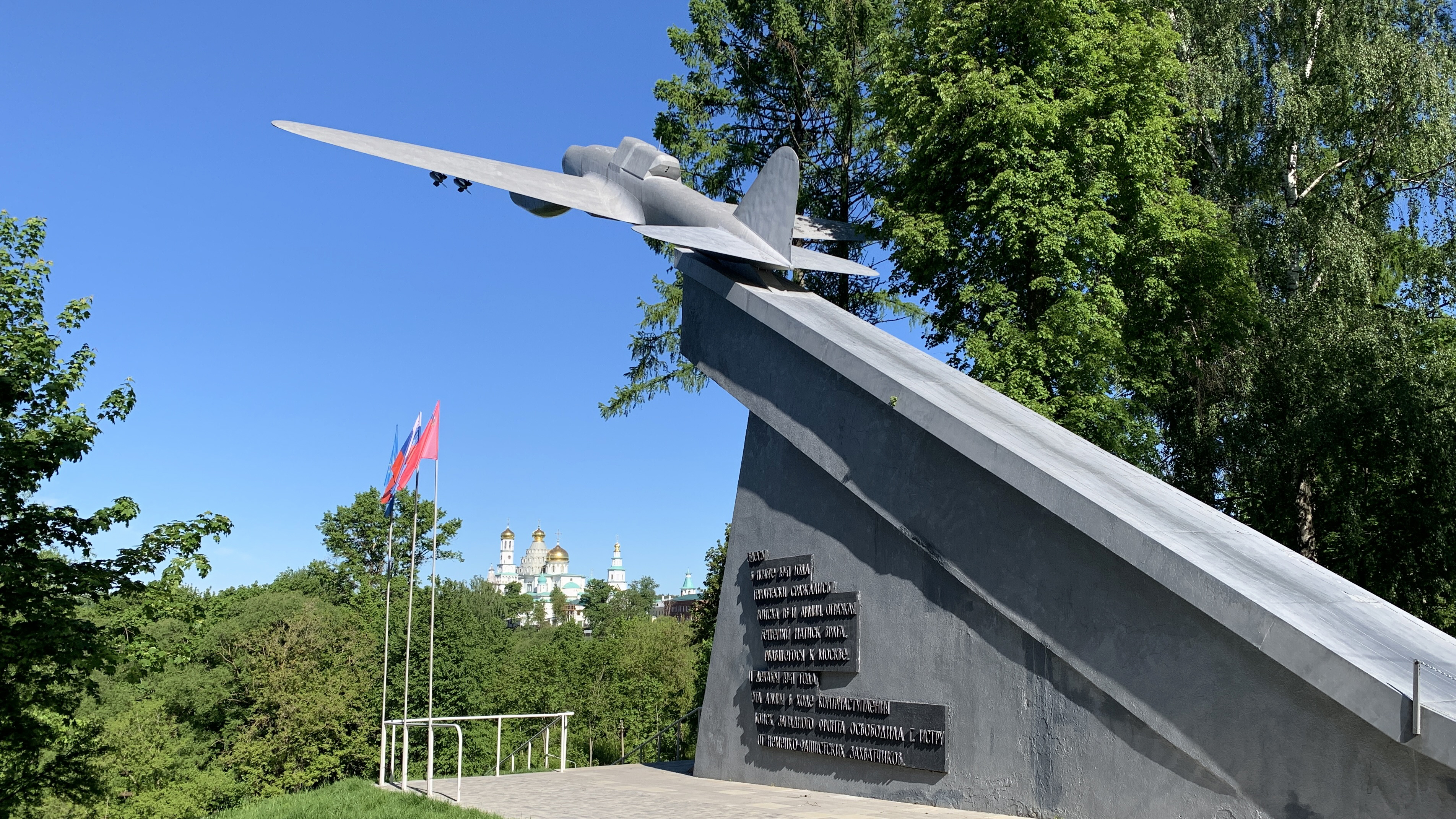
Мемориал Ил 2 в городе Истра Московской области

И́стра — город (с 1781) в Московской области России, центр городского округа Истра.
С 1781 года город носил имя Воскресе́нск, затем, в 1930, был переименован в Истру, во избежание путаницы с другим Воскресенском на юго-востоке Подмосковья. Населённый пункт воинской доблести.
Население — ↘34 971 чел.(2024).
Город расположен на реке Истре, в 40 км к северо-западу от Москвы, в живописной местности южного склона Клинско-Дмитровской гряды. Железнодорожная станция Новоиерусалимская и платформа Истра на линии Москва — Рига.
Городской праздник — День города Истры — отмечается 12 июня.

## Физико-географическая характеристика

### Часовой пояс
Истра находится в часовой зоне МСК (московское время). Смещение применяемого времени относительно UTC составляет +3:00.

### Рельеф
Согласно физико-географическому районированию Московской области, Истринский район входит в состав Клинско-Московской зоны, расположенной на западе Московской области. По степени преобразования естественных природных ландшафтов территория относится к природно-техногенной со средней степенью восстановления ресурсного потенциала. На большей части территории преобладают ландшафты с глубиной преобразования до 3 метров. Характерной особенностью являются глубокие сквозные долины, пересекающие её с севера на юг, из-за чего она как бы разрезана на ряд отдельных массивов. В связи с такой морфологией довольно широко развита овражно-балочная сеть. Все это способствует хорошему дренажу возвышенности, особенно в придолинных частях. Территория района обладает значительным запасом водных и лесных рекреационных ресурсов, благоприятных для отдыха.

### Климат
Согласно климатическому районированию России, Истра находится в атлантико-континентальной европейской (лесной) области умеренного климатического пояса. Зима относительно холодная, лето тёплое. Среднемесячная температура самого тёплого месяца (июля) составляет +18,7 °С, самых холодных месяцев (января и февраля) — −7,2 °С. Самая низкая за 100 лет наблюдений температура составила −53 °C. Последняя самая низкая температура - 48 °С  наблюдалась в зиму 1947/1948 г. Преобладающими направлениями ветра в течение года являются южное и западное. Штилевая погода в данном районе наблюдается не часто (среднегодовая повторяемость — 18 %). Чаще штилевая погода имеет место в июле (в 22 % случаев), реже — зимой (13 %).
Климатические данные приведены для ближайшей к Истре метеорологической станции Ново-Иерусалим, которая расположена в селе Лучинское.
Всемирная метеорологическая организация приняла решение о необходимости расчёта двух климатических норм: климатологической стандартной и опорной. Первая обновляется каждые десять лет, вторая охватывает период с 1961 г по 1990 г.
| Показатель                            | Янв. | Фев. | Март | Апр. | Май  | Июнь | Июль | Авг. | Сен. | Окт. | Нояб. | Дек. | Год |
| ------------------------------------- | ---- | ---- | ---- | ---- | ---- | ---- | ---- | ---- | ---- | ---- | ----- | ---- | --- |
| Средняя температура, °C               | −7,2 | −7,2 | −1,8 | 5,5  | 12,7 | 16,4 | 18,7 | 16,7 | 11,1 | 5,2  | −1    | −5   | 5,3 |
| Норма осадков, мм                     | 42   | 31   | 29   | 33   | 63   | 69   | 67   | 67   | 61   | 61   | 47    | 41   | 611 |
| Источник: ФГБУ «Гидрометцентр России» |      |      |      |      |      |      |      |      |      |      |       |      |     |

| Показатель                                  | Янв.  | Фев.  | Март | Апр. | Май  | Июнь | Июль | Авг. | Сен. | Окт. | Нояб. | Дек. | Год |
| ------------------------------------------- | ----- | ----- | ---- | ---- | ---- | ---- | ---- | ---- | ---- | ---- | ----- | ---- | --- |
| Средний суточный максимум, °C               | −6,1  | −5    | 0,8  | 9,9  | 17,5 | 21,5 | 23,3 | 21,4 | 15,6 | 8    | 0,5   | −3,5 | 8,7 |
| Средняя температура, °C                     | −9,2  | −8,8  | −3,3 | 5    | 11,9 | 15,9 | 17,9 | 16   | 10,6 | 4,6  | −1,9  | −6,1 | 4,4 |
| Средний суточный минимум, °C                | −12,6 | −12,7 | −7,3 | 0,5  | 6,2  | 10,3 | 12,5 | 11   | 6,4  | 1,5  | −4,3  | −8,9 | 0,2 |
| Норма осадков, мм                           | 33    | 29    | 28   | 36   | 57   | 76   | 84   | 77   | 60   | 54   | 44    | 39   | 617 |
| Источник: Moscow-meteo.ru, Climate-data.org |       |       |      |      |      |      |      |      |      |      |       |      |     |

### Почвы и растительность
В регионе, где находится Истра, на отдельных территориях проявляется один из видов физической деградации почв — переуплотнение, обусловленное рекреационной нагрузкой на вновь осваиваемые под дачные и коттеджные застройки территории, что стало характерным за последние годы для Подмосковья в целом. В районе имеется тенденция к снижению содержания гумуса в почвах. В настоящее время природный ландшафт практически исчерпал свои возможности к самовосстановлению.
Экологическое состояние почв, согласно их геохимической оценке, считается удовлетворительным, что связано с умеренным применением в агрохозяйствах средств химизации.

## Экология и охрана природы
Истринский район не относится к промышленным (доля земель индустрии составляет 4—6 %, это достаточно низкий показатель в Подмосковье). Среднегодовой уровень загрязнения воздушной среды по району основными вредными веществами (диоксид серы, взвешенные вещества, оксид углерода) не превышает допустимых величин ПДК.
Радиационный фон на рассматриваемой территории находится на уровне естественного содержания радиоактивных элементов в воздухе (9—17 мкр/час), что не представляет угрозы для здоровья населения

## История

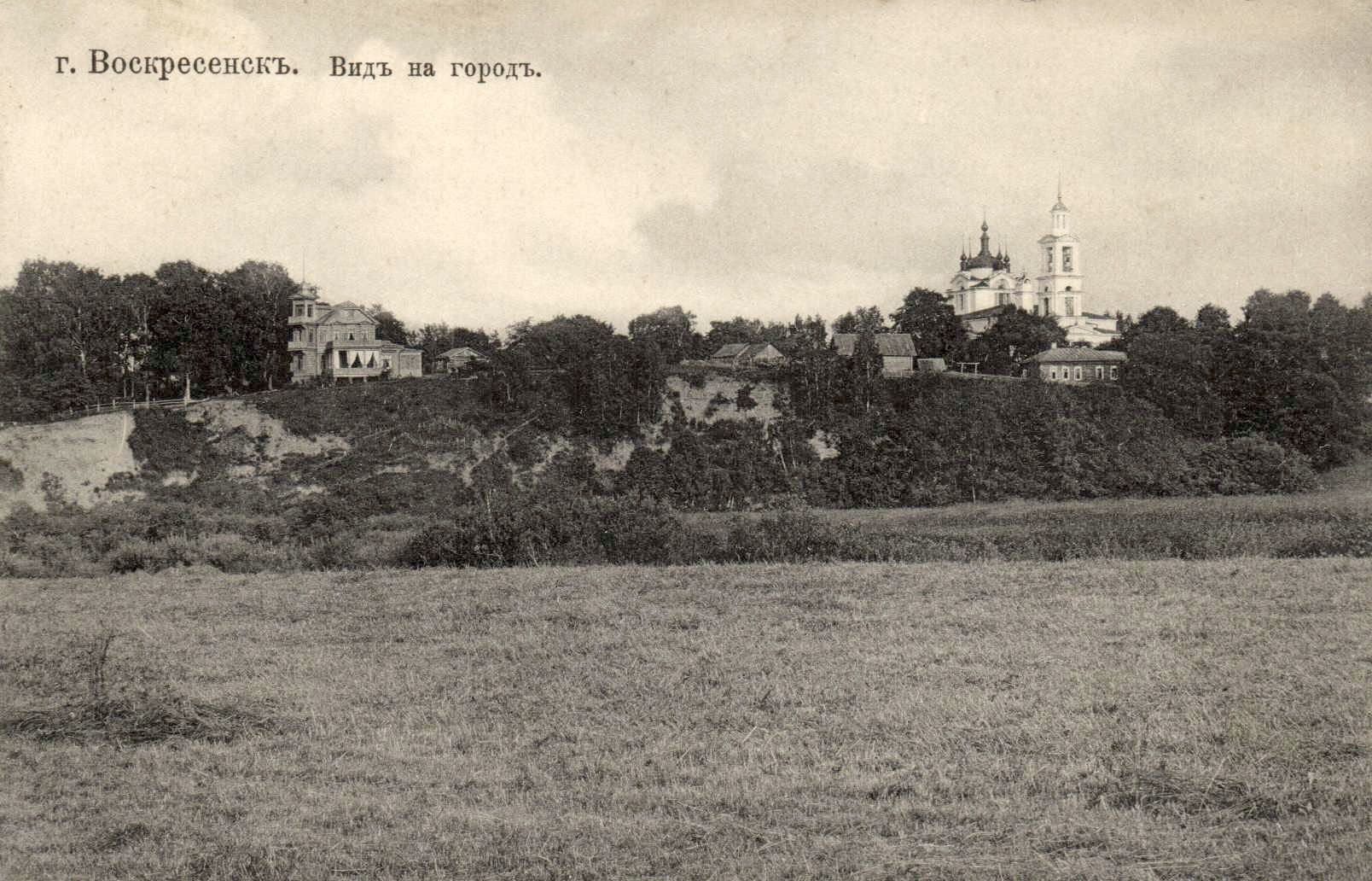
Вид на Воскресенск до Октябрьской революции

ВОСКРЕСЕНСК, заштатный город, купцов 12, мещан 321, квартира Пристава 2-го стана. Вознесенская ярмарка в день Вознесения Господня, 20 верст от уездн. гор., на дороге из Москвы в Волоколамск.
На месте будущего города в XVI веке находилось село Сафатово. В 1589 году село было переименовано в Воскресенское — по церкви Воскресения Господня. В 1656 году Воскресенское с тремя прилегающими деревнями (Макрушино, Сычово, Редькино) купил у стольника Романа Боборыкина патриарх Никон. В 1781 году село было преобразовано в уездный город Воскресенск. С 1796 года — заштатный город.
В «Списке населённых мест» 1862 года значится как заштатный город 2-го стана Звенигородского уезда Московской губернии при реке Истре, в 726 верстах от Санкт-Петербурга и 50½ верстах от губернского города, с 121 домом и 2784 жителями (1467 мужчин, 1317 женщин). В городе находились мужской монастырь (Воскресенский Новоиерусалимский монастырь), православная церковь, почтовая станция, два завода и ярмарка.  
В 1817 году в Новоиерусалимском монастыре экспедицией К. Ф. Калайдовича и П. М. Строева был найден Изборник 1073 года, составленный для великого князя Святослава Ярославича, — одна из самых древних сохранившихся (наряду с «Остромировым евангелием», «Изборником» 1076 года и «Новгородским кодексом») древнерусских рукописных книг.
На протяжении всего XIX века Воскресенск оставался одним из самых маленьких городов Московской губернии: население его не превышало 3 тыс. человек.

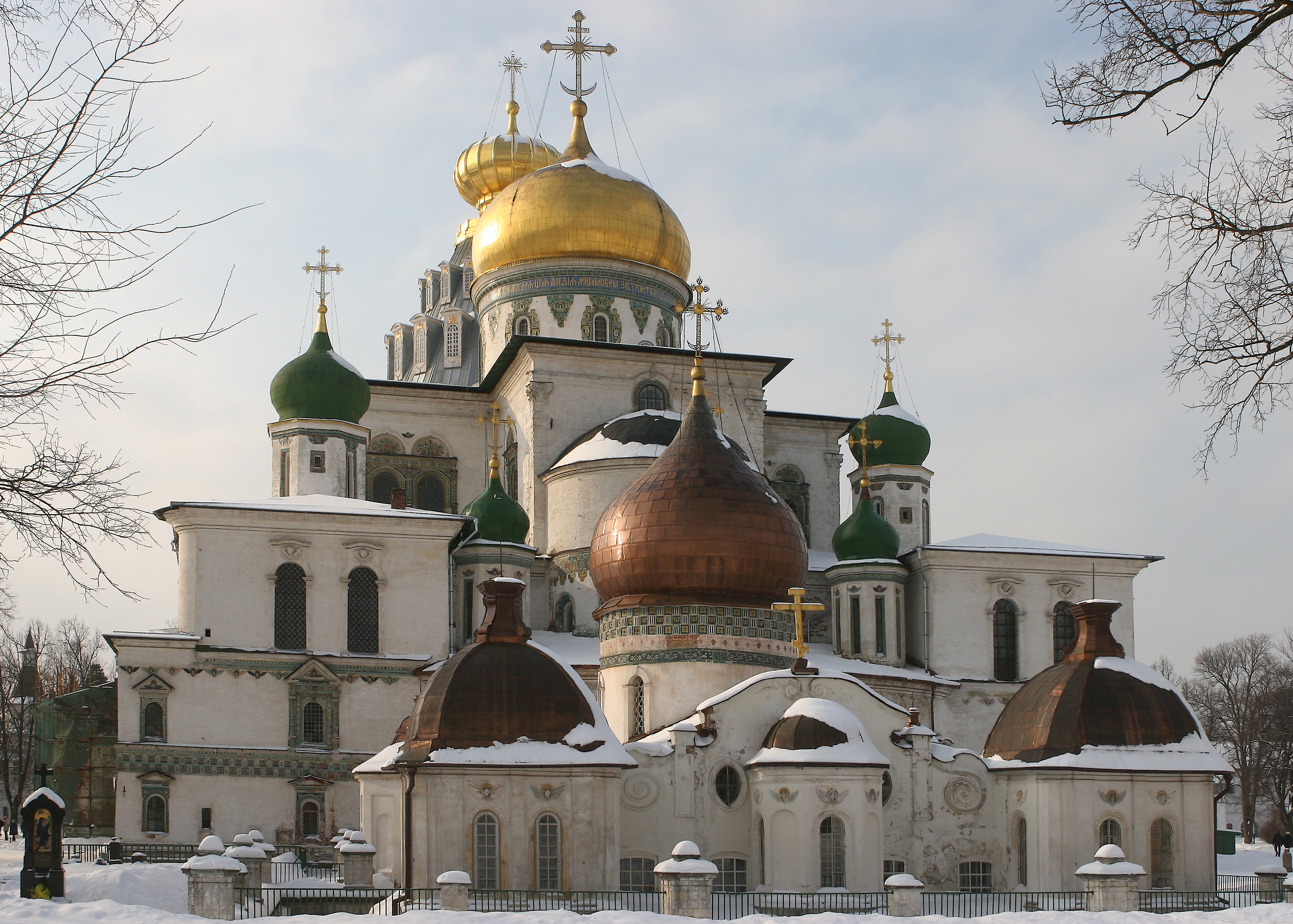
Воскресенский собор Новоиерусалимского монастыря с подземной Константиноеленинской церковью до реставрации 2011 года

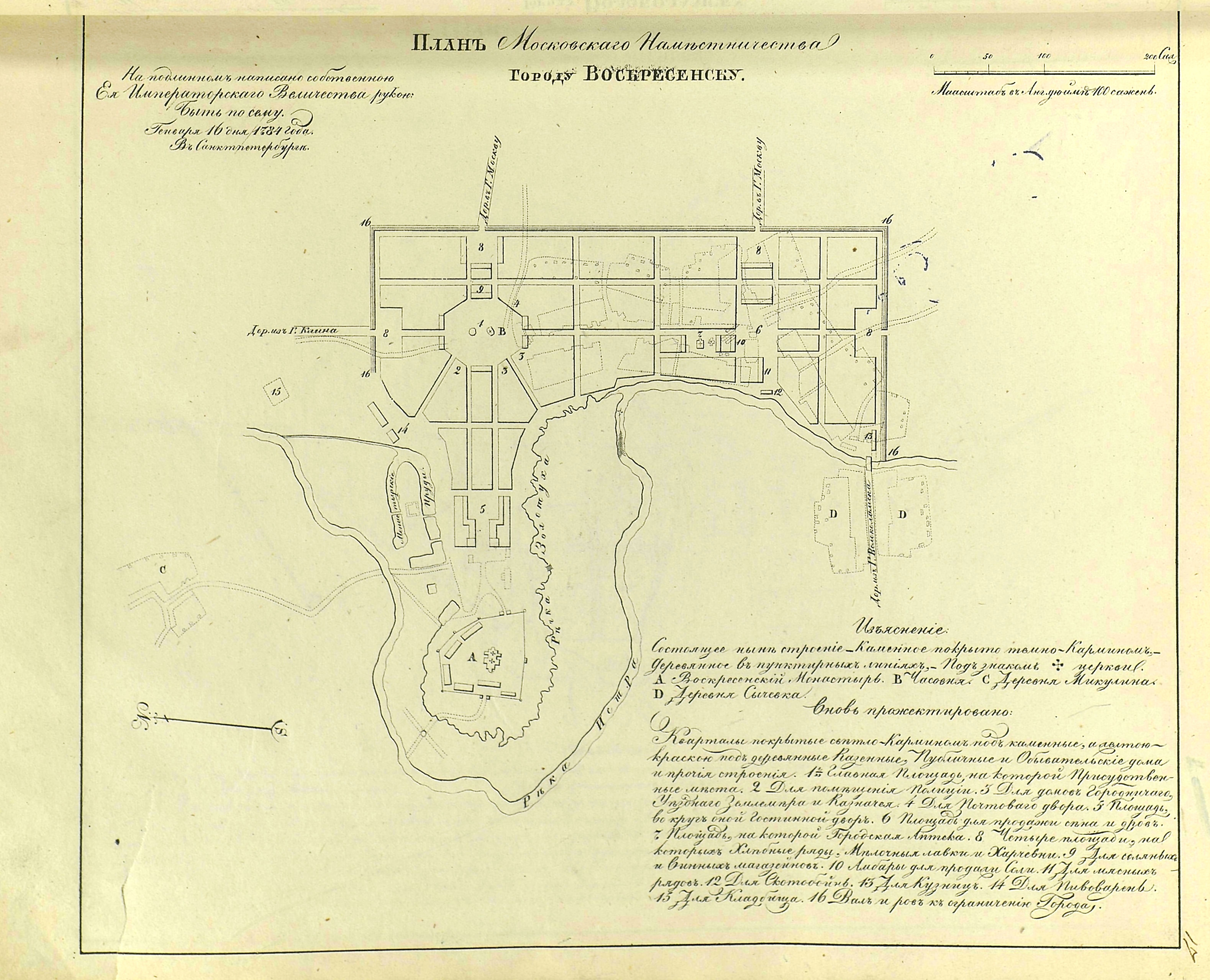
«Прожектированный» план города Воскресенска 1784 года из «Полного собрания законов Российской Империи. Книга чертежей и рисунков. Планы городов»

По материалам Всесоюзной переписи населения 1926 года — центр Воскресенского уезда Московской губернии с населением 3281 житель (1498 мужчин, 1783 женщины). В городе располагались уездный исполнительный комитет, Лучинский волостной исполнительный комитет, имелись больница, диспансер, ветеринарная лечебница, агропункт, шёлко-мотальная фабрика и паровая мукомольная мельница.
В 1930 году город был переименован в Истру — по названию протекающей через него реки.
В результате непродолжительной оккупации в годы Великой Отечественной войны с 26 ноября по 10 декабря 1941 года Истра была почти полностью разрушена.
Проект восстановления города (опубликован в 1946 году) был разработан академиком Алексеем Щусевым, посетившим Истру с целью обследования разрушений Новоиерусалимского монастыря. По замыслу архитектора, Истра должна была стать подмосковной здравницей. Проект учитывал природные особенности окрестностей города, его историческое прошлое. Некоторые городские здания по проекту Щусева должны были напоминать сооружения русской архитектуры XVII века. На центральной площади предполагалось возведение зданий из красного кирпича с белой отделкой и наличниками окон, оформленными майоликой, подобной керамическим украшениям Новоиерусалимского монастыря. Жилая застройка должна была быть деревянной малоэтажной, повторяющей форму русской избы, на облегчённых каркасных конструкциях с частичным использованием сохранившихся старых фундаментов. На правом берегу реки Истры планировалось возведение спортивных сооружений с водохранилищем. Предполагалось вынесение Волоколамского шоссе из черты города. Однако проект не был осуществлён, по плану Щусева было построено лишь несколько домов на Кооперативной улице.
Экономическое развитие города во второй половине XX века было связано сперва с размещением предприятия по выпуску оборудования для угледобычи (опытный завод «Углемаш»), а затем с открытием отделений московских научно-исследовательских институтов электротехнической промышленности.
В XXI веке город развивается в восточном направлении, по левому берегу реки Песочная: в 2003 году открыт фармацевтический завод, с 2011 года идёт застройка микрорайона Восточный, строительство которого в 2012 году посетил премьер-министр Владимир Путин. В 2013 году там же открыт спортивный комплекс "Арена-Истра", поблизости на берегу реки Песочная в 2020 году разбит парк. В 2022 году рядом с "Ареной-Истра" открыто новое здание Истринской клинической больницы.
В 2014 году в Истре было открыто новое здание музея Новый Иерусалим, ставшего одним из крупнейших музеев страны и главным выставочным комплексом в Московской области.
В 2015 году постановлением Московской областной Думы городу присвоено почётное звание «Населённый пункт воинской доблести».
В результате бума загородной недвижимости вдоль Новорижского шоссе, особенно после реконструкции магистрали в 2016 году, Истра стала популярной промежуточной точкой на пути из Москвы в загородные коттеджные поселки и в места отдыха на Истринском водохранилище. Вдоль улицы 15 лет Комсомола и на соседних улицах были устроены скверы и зоны для прогулок, на которых открываются кафе, магазины и фаст-фуд для проезжающих через город дачников.

## Население
| 1856    | 1859    | 1897    | 1926    | 1931    | 1939    | 1959    | 1970    | 1979    | 1989    |
| ------- | ------- | ------- | ------- | ------- | ------- | ------- | ------- | ------- | ------- |
| 1300    | ↗2784   | ↘2289   | ↗3281   | ↗6000   | ↗7323   | ↘6982   | ↗16 272 | ↗30 263 | ↗35 046 |
| 1992    | 1996    | 1998    | 2000    | 2001    | 2002    | 2003    | 2005    | 2006    | 2007    |
| ↗35 800 | ↘32 700 | ↘32 200 | ↘31 500 | ↘31 100 | ↗33 652 | ↗33 700 | ↘33 000 | ↘30 600 | ↗32 400 |
| 2008    | 2009    | 2010    | 2011    | 2012    | 2013    | 2014    | 2015    | 2016    | 2017    |
| ↘32 269 | ↘32 056 | ↗35 111 | ↘35 100 | ↘34 966 | ↘34 789 | ↗35 139 | ↘34 995 | ↘34 764 | ↗34 790 |
| 2018    | 2019    | 2020    | 2021    | 2023    | 2024    |         |         |         |         |
| ↘34 309 | ↘33 535 | ↗33 558 | ↗37 474 | ↘36 085 | ↘34 971 |         |         |         |         |

На 1 января 2025 года по численности населения город находился на 440-м месте из 1124 городов Российской Федерации.

## Экономика

### Промышленность
Долгое время градообразующими предприятиями были предприятия министерства электротехнической промышленности СССР — отделения московских научно-исследовательских институтов ВНИИЭМ, ВЭИ, ВНИЭТО:
- Высоковольтный научно-исследовательский центр (ВНИЦ ВЭИ) — филиал федерального государственного унитарного предприятия «Всероссийский электротехнический институт имени В. И. Ленина» проводит научные исследования в области высоких и сверхвысоких напряжений и является ведущим разработчиком и производителем технологий и оборудования, основанных на электрическом разряде и сильных и сверхсильных импульсных электромагнитных полях[51]. Действующая производственная площадка ВЭИ (ВНИЦ) в 2016 г. стала одним из подразделений ВНИИТФ. На территории находится испытательный стенд ВНИЦ ВЭИ с генератором Аркадьева-Маркса (в народе "катушки Тесла")[8].
- ВНИИЭМ (с 2009 г. АО «НИИЭМ», Научно-исследовательский институт электромеханики) — ранее разрабатывал электротехническое оборудование и вычислительную технику для атомных электростанций и ракет. Разрабатывал и изготавливал метеорологические спутники «Метеор». Последний, изготовленный в 2009 г, спутник — «Коронас-Фотон». Разрабатывал и изготавливал ветроэлектростации мощностью 10 кВт.

По состоянию на 2019 год изготавливает различное электрооборудование для флота, космических аппаратов, медицинские рентгеновские аппараты,  электрические машины.
- ВНИИЭТО — разрабатывает и производит электротермическое оборудование, в частности, электропечи

Помимо этого, в городе имеются мебельная и швейная фабрики,  кирпичный завод,  металлообрабатывающий завод «Крас-Прибор». Пищевая промышленность представлена открытым в 2002 году заводом специализированных молочных продуктов компании «Нутритек» и заводом «Нутриция» компании Danone по выпуску детского питания и заменителей грудного молока. Имеется фабрика словенской фармацевтической компании «KRKA».
- Железнодорожная станция Новоиерусалимская. Входит в Московско-Смоленский центр организации работы железнодорожных станций ДЦС-3 Московской дирекции управления движением. По основному характеру работы является грузовой, по объёму работы отнесена ко 2 классу.
- Московский областной дорожный центр (Истринский филиал)[57].

Истра является также одним из рекреационных центров Подмосковья, в пригороде действует ряд санаториев.

## Транспорт
Перевозки наземным транспортом осуществляет компания «Мострансавто», обслуживаются 6 городских и 28 пригородных маршрутов. В городе находятся два остановочных пункта пригородных поездов — платформа Истра и станция Новоиерусалимская.

## Здравоохранение
- ГБУЗ МО «ИРКБ» (Истринская районная клиническая больница), также при ней действует детское отделение[59].

## Культура

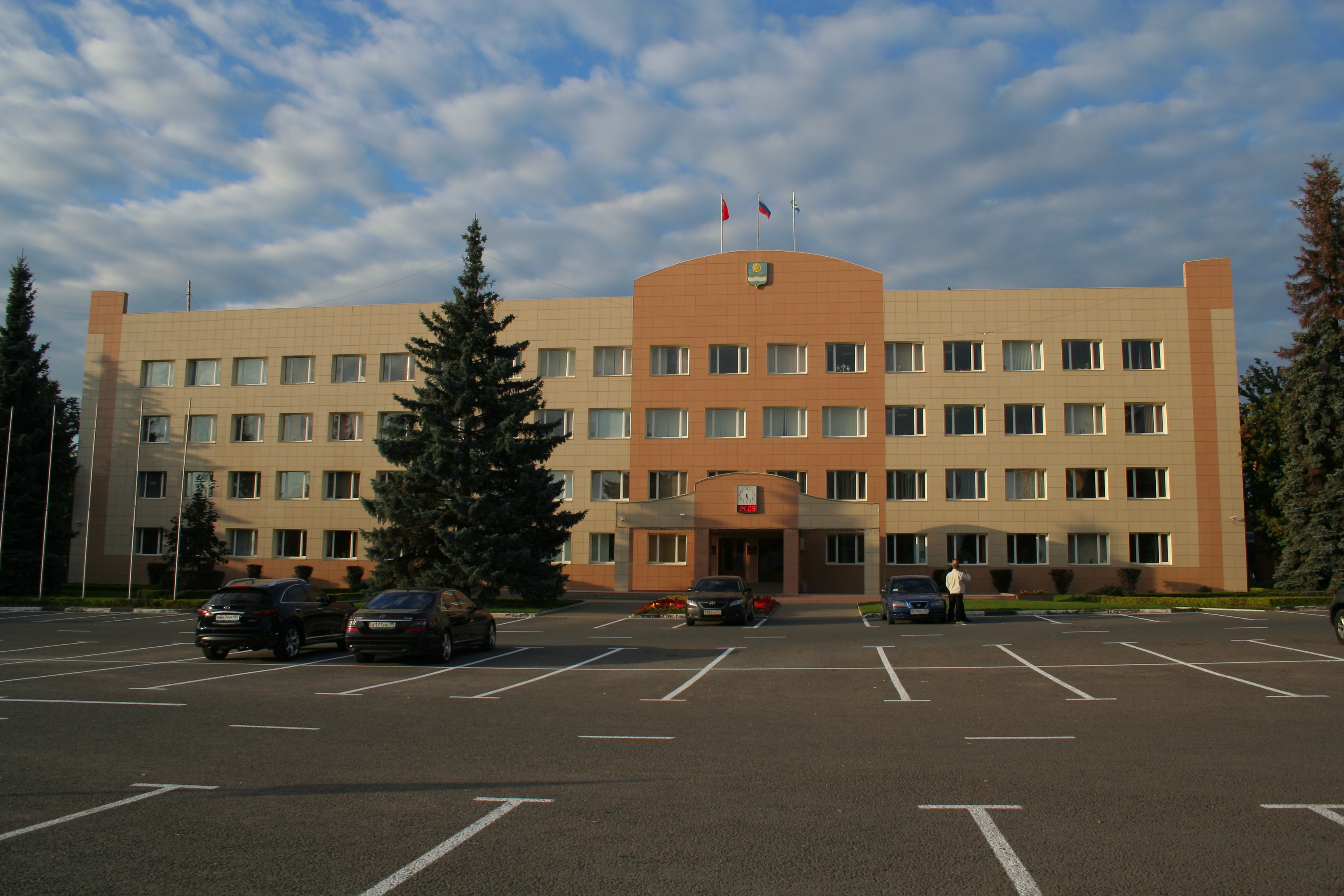
Здание районной администрации в Истре

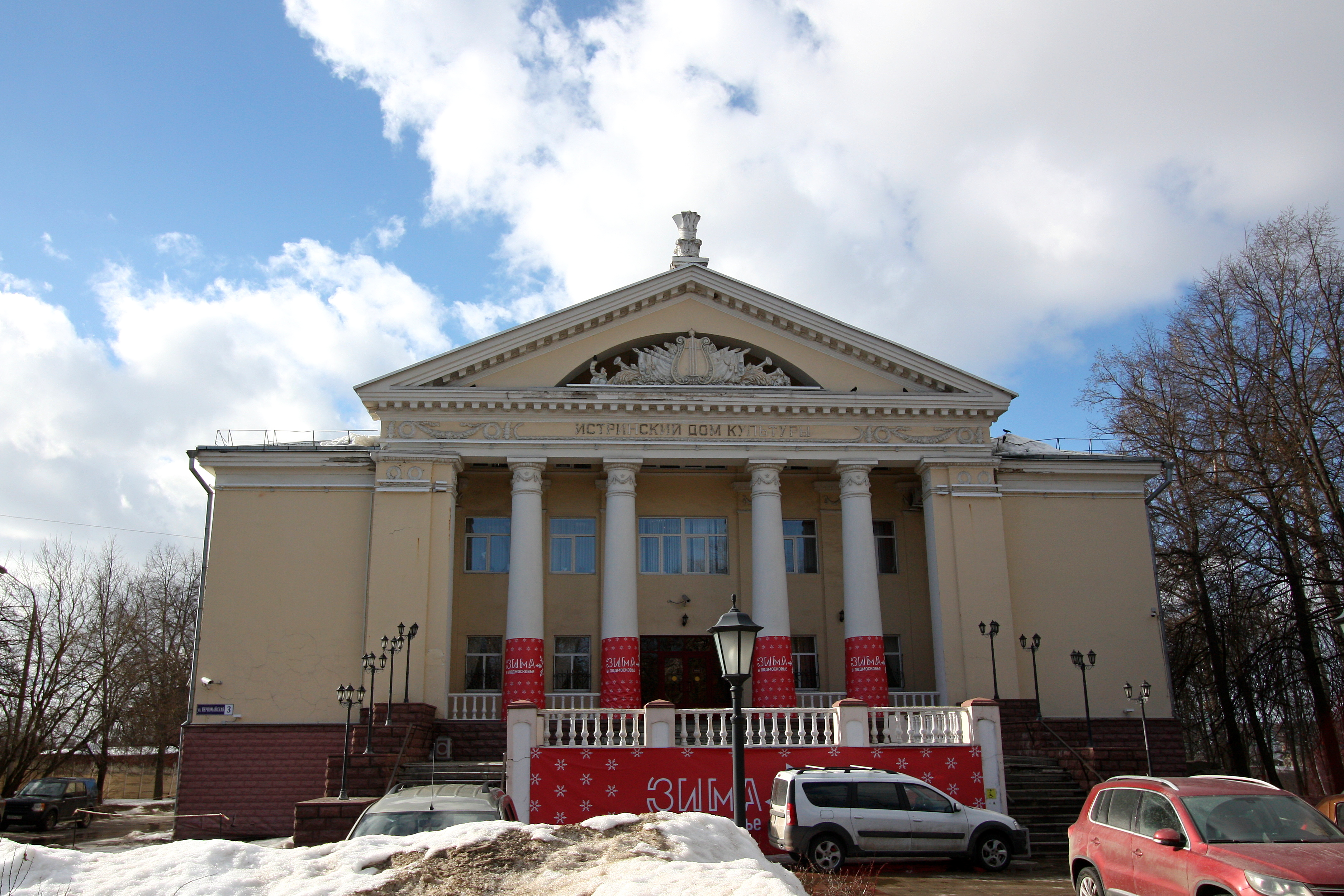
Истринский дом культуры

Истра — культурный и образовательный центр.
В городе работают четыре общеобразовательные школы:
- МОУ СОШ им. А. П. Чехова (школа № 1), основанная в 1908 году (на 1 сентября 2007 года в ней обучалось 906 учащихся);
- МОУ СОШ №2 (раннее - школа им. Н. К. Крупской) (школа № 2), в 2008 году была произведена реконструкция, был построен новый корпус для учащихся младших классов, в 2023 году был открыт новый корпус школы в микрорайоне Восточный;
- школа им. М. Ю. Лермонтова (школа № 3);
- МОУ Лицей (открыт как общеобразовательная школа в 1984 году) — 1327 учащихся, (школа № 4).

Также в Истре функционируют ПТУ, педагогический колледж, школа искусств, музыкальная школа. Издаются (2005 год) газеты: еженедельная «Истринские вести», «Молодая Истра», «Истра сегодня» и др.
Основная достопримечательность города — Новоиерусалимский монастырь (XVII век; на его территории до 2014 года работал Государственный историко-архитектурный и художественный музей «Новый Иерусалим», переехавший затем в новое, трехэтажное здание, расположенное в непосредственной близости от монастыря на противоположном берегу Истры). Музейно-выставочный комплекс «Новый Иерусалим» стал победителем первого Всероссийского народного онлайн-голосования «Мой любимый музей», проходившего в ноябре 2018 года на портале «Культура.РФ».
С 2018 года на территории музея "Новый Иерусалим" проходит один из крупнейших в России open-air фестивалей классической музыки "Лето. Музыка. Музей".
В Истре действует старейший в Московской области драматический театр.
В Истре существует Народный духовой оркестр им. Романа Дмитриевича Олексюка. Основан в 1959 году. Оркестр ежегодно выступает на различных международных фестивалях и конкурсах. Дирижёр коллектива с 2009 года — Здрогов, Юрий Александрович.
В 1999 году в Истре была основана музыкальная группа "СМЕХ", одна из старейших и самых известных российских панк-рок групп. Свой стиль "СМЕХ" называют «Калифорнистринский панк-рок», шутливо намекая на свой родной город.

## Достопримечательности

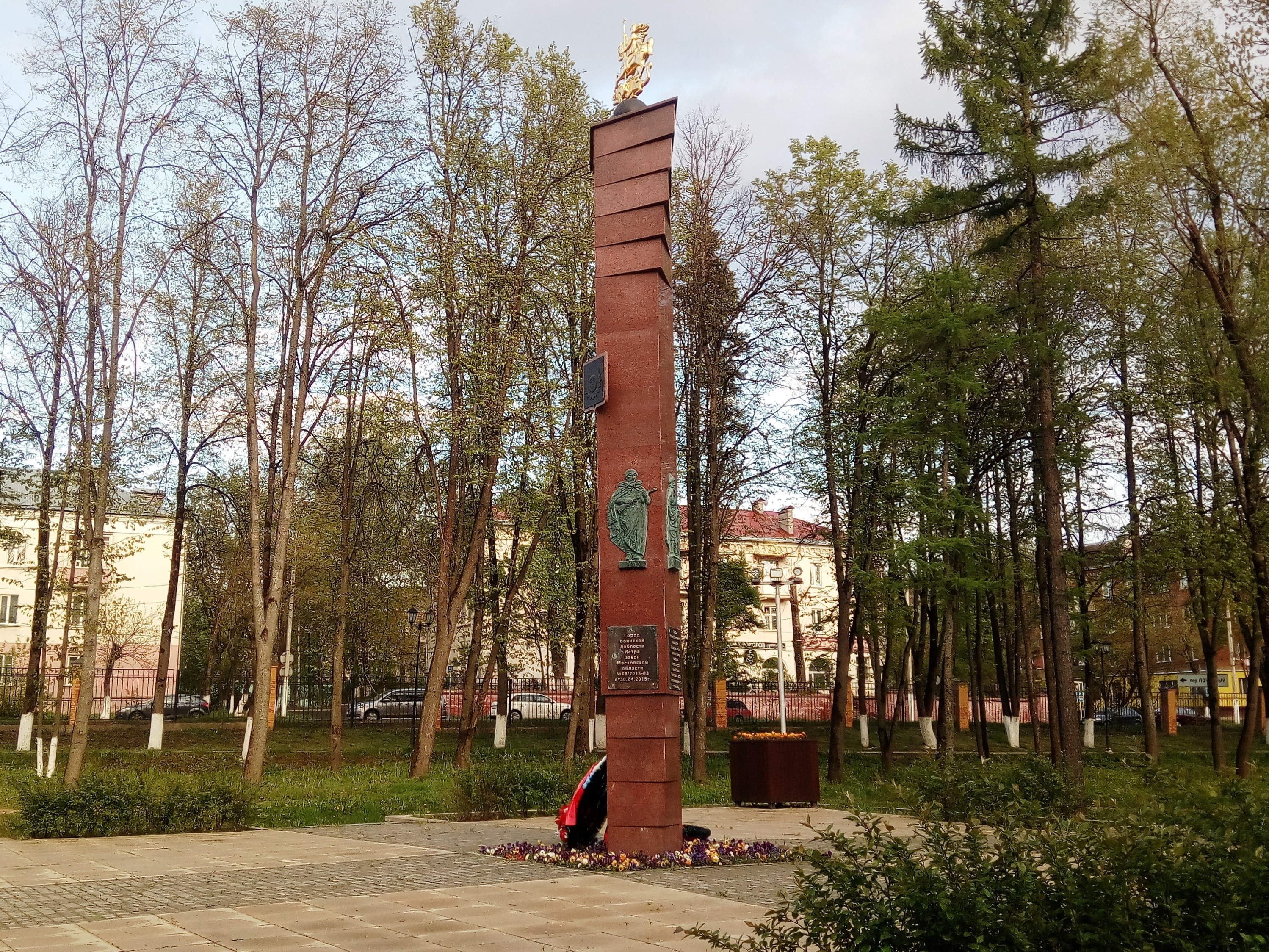
Стела «Истра — населённый пункт воинской доблести»

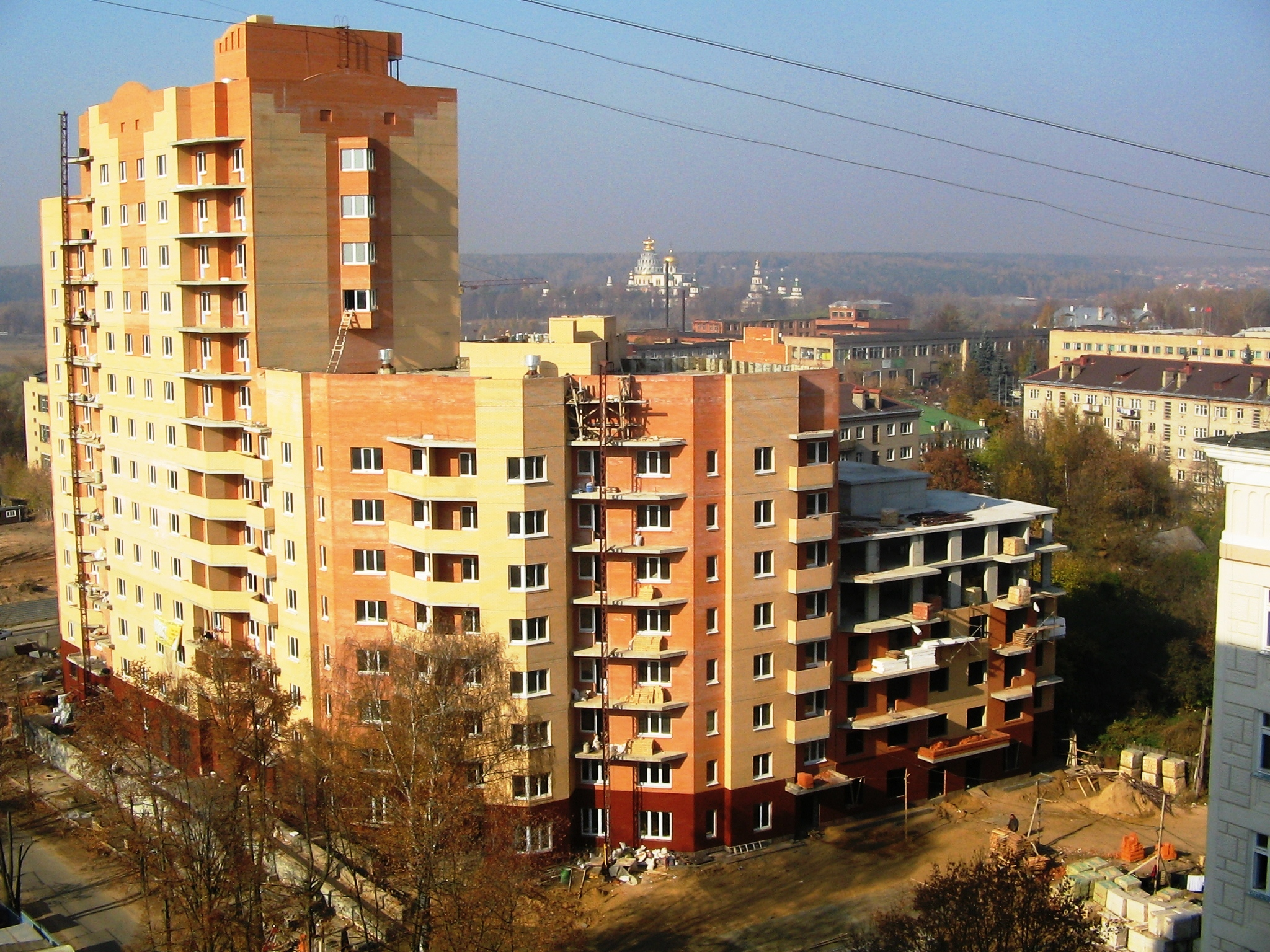
Вид на дом № 9 по улице В.И. Адасько, вдали виден Новоиерусалимский монастырь

### Основные
- Новоиерусалимский монастырь;
- Изба Кокориных;
- Городской парк культуры и отдыха;
- Истринский драматический театр;

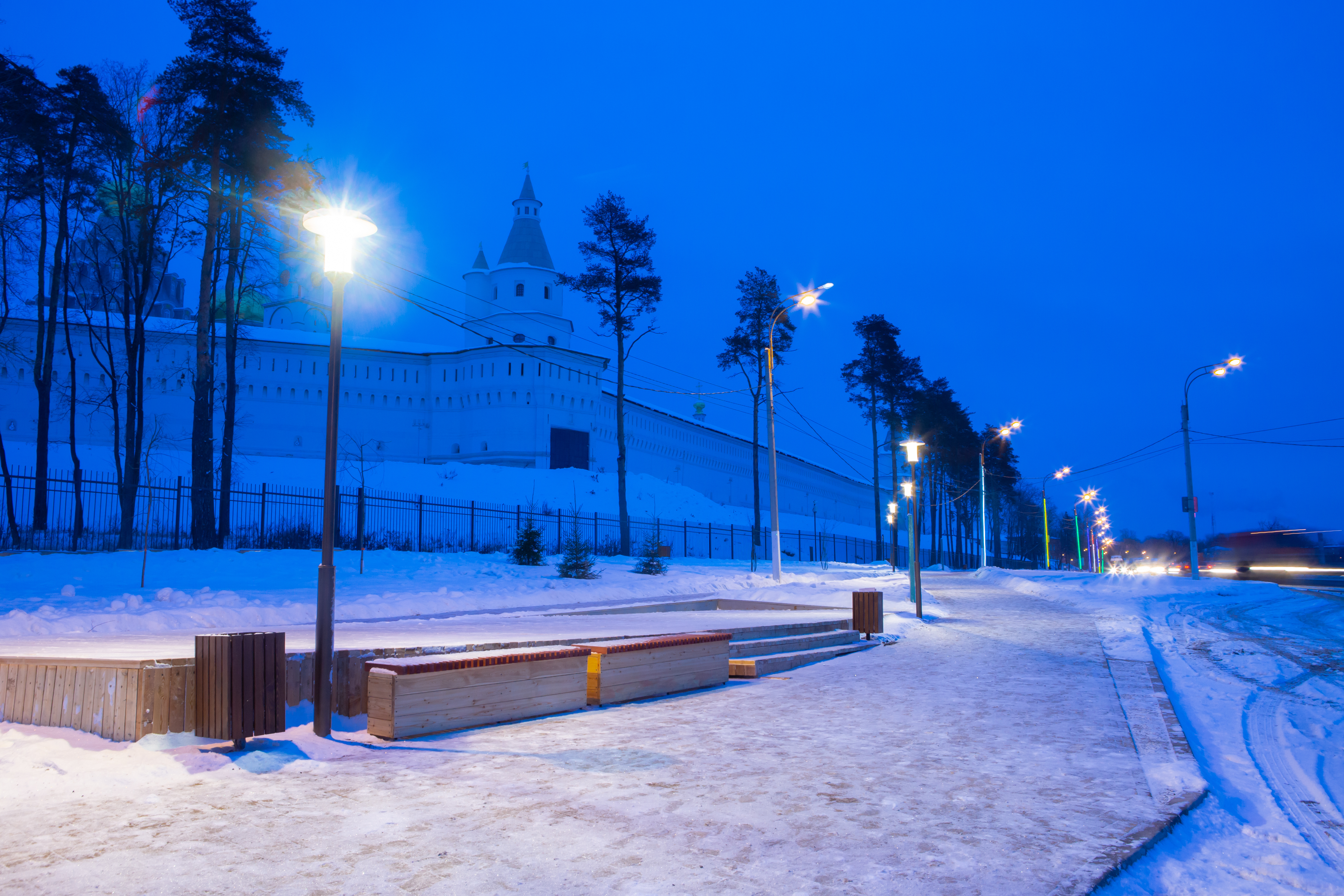
Новоиерусалимский монастырь в Истре

- Истринский дом культуры имени А. П. Чехова;
- Место, где располагался дом, в котором жил А. П. Чехов в 1883-1884 гг.;
- Архитектурный комплекс площади Революции;
- Молодёжный центр с кинотеатром «Киномир»;
- Испытательный стенд ВНИЦ ВЭИ ("катушки Тесла")[65].

### Памятники и скульптуры
- Монумент воинам, павшим при освобождении Истры (в сквере на Советской улице);
- Стела «Истра — населённый пункт воинской доблести» (в городском парке);
- Памятник легендарному штурмовику Ил-2 (в городском парке);
- Памятник Герою Советского Союза А. П. Босову (в сквере на площади Революции);
- Памятник В. И. Ленину (на площади Революции, у горадминистрации);
- Памятник А. П. Чехову (возле драматического театра);
- Бюст А. П. Чехова (на Первомайской улице, возле Истринского дома культуры);
- Скульптура «Леонардо да Винчи» (возле школы искусств «Вдохновение»);
- Скульптура «Святой Мартин на коне» — дар города Бад-Орба Истре (на площади Дружбы, у Молодёжного центра);
- Скульптура «Истра-река» (на площади Дружбы, у Молодёжного центра);
- Скульптура «Муза» (возле драматического театра);
- Скульптура «Сантехник с собакой» (в сквере на площади Революции);
- Скульптура «Дама с собачкой» (на поляне молодожёнов, за Молодёжным центром);
- Скульптура «Бегемот и заяц» (во дворе дома № 2 по улице Главного Конструктора В. И. Адасько);
- Композиция «Собака и кость» (на улице Ленина).

### Музеи и выставки
- Музейно-выставочный комплекс «Новый Иерусалим» (Ново-Иерусалимская набережная, дом № 1, заречье Истры);
- Выставочный корпус музея «Новый Иерусалим» (на Волоколамском шоссе, за Новоиерусалимским монастырём);
- Открытая экспозиция «Легенды отечественного автопрома» (на улице Панфилова, возле Истринского АТП).

## Спорт
В городе существует мужской футбольный клуб «Истра» и женский футбольный клуб «Истра». Действует спортивный комплекс «Арена—Истра» и городской стадион.

## Люди, связанные с Истрой

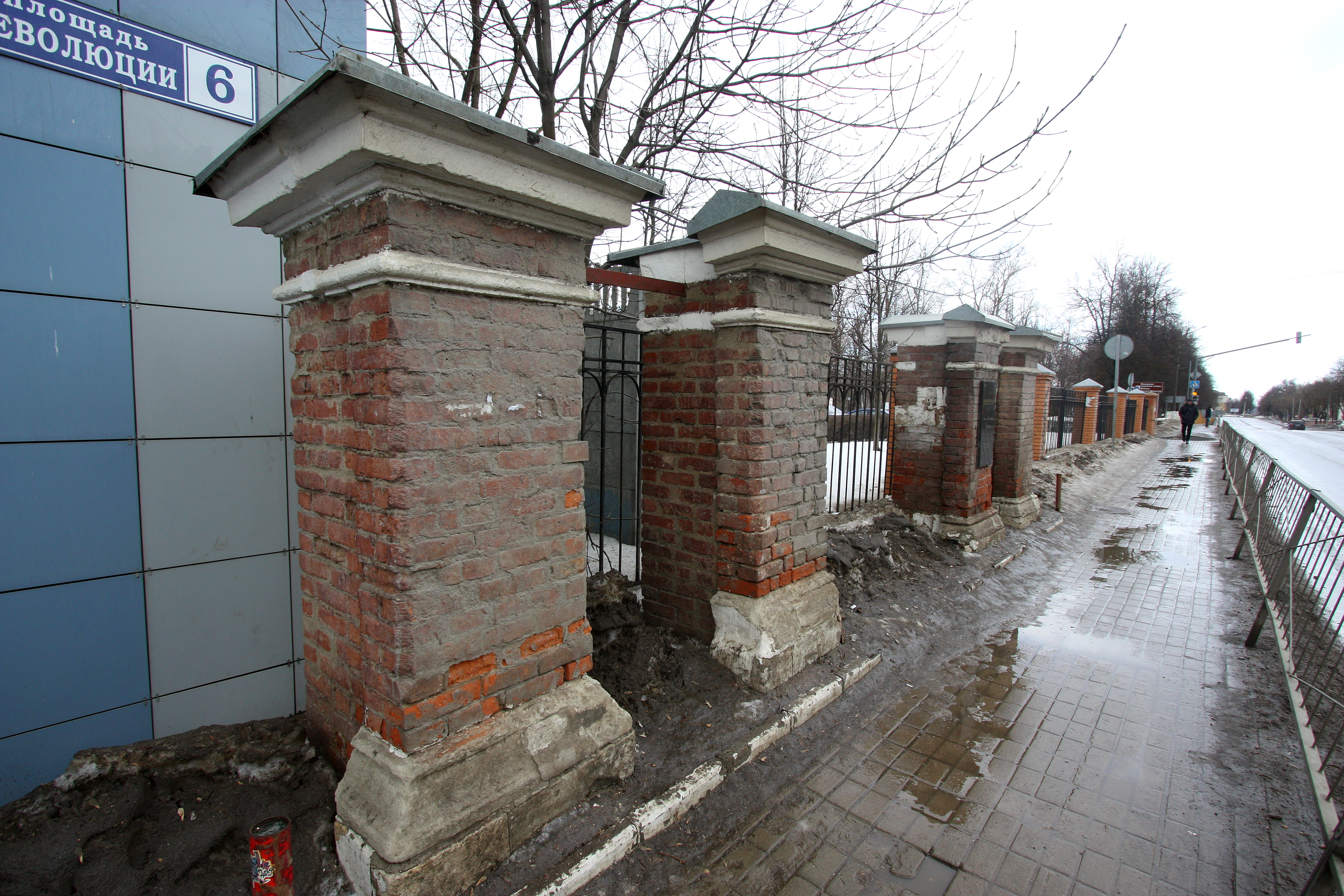
Остатки дома, в котором жил Чехов А.П. в Истре в 1883-1884 гг.

В 1830 году Новоиерусалимский монастырь посетил М. Ю. Лермонтов, здесь он написал стихотворение «В Воскресенске».
В Воскресенске и его окрестностях в 1880-х годах жил и работал в местной больнице А. П. Чехов. Его брат Иван Павлович с 1879 года был учителем местной приходской школы, а после увольнения в 1884-м — репетитором в семье А. С. Киселёва (племянника П. Д. Киселёва), проживавшего в 5 верстах от города в деревне Бабкино. Чеховы приезжали к Ивану сначала на его служебную квартиру в городе, используя её как дачу, потом гостили в поместье Киселёвых. По мнению исследователей, впечатления от жизни в Воскресенске и его окрестностях, от встреч с обитателями маленького городка легли в основу многих произведений писателя: рассказов «Смерть чиновника», «Хамелеон», «Налим», «Дочь Альбиона», пьес «Безотцовщина» («Платонов»), «Три сестры». В Бабкино гостили И. И. Левитан, Б. М. Маркевич.

## Улицы Истры
В Истре более пятнадцати улиц, из них главные: улица Ленина, Юбилейная улица, улица 9-й Гвардейской дивизии, Первомайская улица, Советская улица, улица Панфилова, улица Урицкого.
В Истре четыре площади: Воскресенская площадь, площадь Дружбы, площадь Урицкого и площадь Революции, а также 2 центральных переулка: Почтовый и Чеховский.

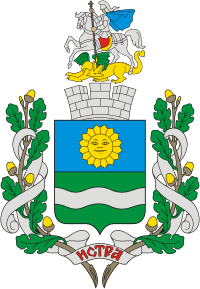
Парадный вариант герба
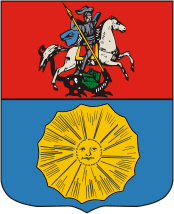
Исторический герб (1883)

## Города-побратимы
- Бад-Орб (Германия)
- Раковник (Чехия)
- Дюртюли (Россия)
- Пинск (Беларусь)
- Петрич (Болгария)
- Лорето (Италия)
- Лобез (Польша)
- Бечей (Сербия)